# Annexine
Les annexines (ou lipocortines) sont une famille de protéines intervenant dans l'inflammation et l'apoptose.
Elles sont présentes dans de nombreuses cellules eucaryotes.

## Annexines humaines
- ANXA1 ;
- ANXA2 ;
- ANXA3 ;
- ANXA4 ;
- ANXA5 ;
- ANXA6 ;
- ANXA7 ;
- ANXA8 ;
- ANXA9 ;
- ANXA10 ;
- ANXA11 ;
- ANXA13 ;
- ANXA8L1 ;
- ANXA8L2.